# Fayette County, Indiana
Fayette County är ett county i delstaten Indiana, USA. År 2010 hade countyt 24 277 invånare. Den administrativa huvudorten (county seat) är Connersville.

## Geografi
Enligt United States Census Bureau har countyt en total area på 557 km². 557 km² av den arean är land och 0 km² är vatten.

### Angränsande countyn
- Henry County - nord
- Wayne County - nordost
- Union County - öst
- Franklin County - syd
- Rush County - väst